# Bray (Saona i Loira)
Bray és un municipi francès, situat al departament de Saona i Loira i a la regió de Borgonya - Franc Comtat. L'any 2007 tenia 118 habitants.

## Demografia

### Població
El 2007 la població de fet de Bray era de 118 persones. Hi havia 54 famílies, de les quals 16 eren unipersonals (12 homes vivint sols i 4 dones vivint soles), 19 parelles sense fills, 15 parelles amb fills i 4 famílies monoparentals amb fills.
La població ha evolucionat segons el següent gràfic:
Habitants censats

### Habitatges
El 2007 hi havia 84 habitatges, 53 eren l'habitatge principal de la família, 23 eren segones residències i 7 estaven desocupats. 81 eren cases i 3 eren apartaments. Dels 53 habitatges principals, 47 estaven ocupats pels seus propietaris, 4 estaven llogats i ocupats pels llogaters i 2 estaven cedits a títol gratuït; 1 tenia dues cambres, 9 en tenien tres, 16 en tenien quatre i 27 en tenien cinc o més. 41 habitatges disposaven pel capbaix d'una plaça de pàrquing. A 23 habitatges hi havia un automòbil i a 26 n'hi havia dos o més.

### Piràmide de població
La piràmide de població per edats i sexe el 2009 era:
| Homes | Edats   | Dones |
| ----- | ------- | ----- |
| 0     | 95 o +  | 0     |
| 0     | 90 a 94 | 4     |
| 4     | 85 a 89 | 0     |
| 0     | 80 a 84 | 0     |
| 0     | 75 a 79 | 4     |
| 12    | 70 a 74 | 4     |
| 0     | 65 a 69 | 4     |
| 8     | 60 a 64 | 4     |
| 4     | 55 a 59 | 8     |
| 12    | 50 a 54 | 8     |
| 0     | 45 a 49 | 0     |
| 0     | 40 a 44 | 0     |
| 0     | 35 a 39 | 4     |
| 12    | 30 a 34 | 0     |
| 4     | 25 a 29 | 0     |
| 0     | 20 a 24 | 0     |
| 0     | 15 a 19 | 4     |
| 0     | 10 a 14 | 0     |
| 0     | 5 a 9   | 0     |
| 0     | 0 a 4   | 0     |

## Economia
El 2007 la població en edat de treballar era de 79 persones, 59 eren actives i 20 eren inactives. De les 59 persones actives 58 estaven ocupades (31 homes i 27 dones) i 1 aturada (1 home). De les 20 persones inactives 11 estaven jubilades, 5 estaven estudiant i 4 estaven classificades com a «altres inactius».

### Ingressos
El 2009 a Bray hi havia 55 unitats fiscals que integraven 140 persones, la mediana anual d'ingressos fiscals per persona era de 20.405 €.

### Activitats econòmiques
Dels 6 establiments que hi havia el 2007, 1 era d'una empresa alimentària, 1 d'una empresa de fabricació d'altres productes industrials, 1 d'una empresa de construcció, 2 d'empreses de comerç i reparació d'automòbils i 1 d'una empresa d'hostatgeria i restauració.
Dels 2 establiments de servei als particulars que hi havia el 2009, 1 era una fusteria i 1 restaurant.
L'any 2000 a Bray hi havia 14 explotacions agrícoles que ocupaven un total de 700 hectàrees.

## Poblacions més properes
El següent diagrama mostra les poblacions més properes.